# Faratsiho

Faratsiho é um distrito de Madagáscar, localizado na parte sul da província de Antananarivo, região de Vakinankaratra. 